# Colmar Schumann

Franz Colmar Schumann (1906)

Franz Colmar Schumann (* 28. April 1844 in Magdeburg; † 16. November 1912 in Lübeck) war ein deutscher Lehrer und Germanist.

## Leben und Wirken
Colmar Schumann war ein Sohn des Magdeburger Steuersekretärs Emil Theodor Schumann (* 4. Juli 1814 in Plänitz; † 24. Mai 1873 in Lübeck) und dessen Ehefrau Wilhelmina Charlotte, geborene Ney. Sein Großvater Johann Gottfried Schumann († nach 1829) war Prediger in Wusterhausen. Er besuchte eine Seminar-Vorbereitungsschule und das Königliche Domgymnasium in Magdeburg. Von 1863 bis 1867 absolvierte er in Berlin ein Studium der Klassischen Philologie und Germanistik. Begleitend hierzu war er als Hilfskraft am stenographischen Bureau des preußischen Landtags tätig. Während seines Studiums wurde er 1863 Mitglied der Alten Berliner Burschenschaft Alemannia und 1865 der Burschenschaft Germania Berlin. Das Jahr 1868 verbrachte er als Einjährig-Freiwilliger mit dem Militärdienst beim Garde-Füsilier-Regiment in Berlin. 1869 bestand er in Berlin die Gymnasiallehrerprüfung in den Fächern Deutsch, Griechisch und Latein. Im selben Jahr bekam er eine Stelle als Lehrer an einem Gymnasium in Schleusingen.
1872 wechselte Schumann als Gymnasiallehrer nach Burg (bei Magdeburg). Am 3. April 1872 heiratete er in Wusterhausen die Eva Blanka Adelaide Müller (* 22. Juni 1848 in Wusterhausen; † 21. Januar 1873 in Burg (bei Magdeburg)). Das Ehepaar bekam eine Tochter Anna Blanka (* 13. Januar 1873; † 31. Juli 1873 beide in Burg bei Magdeburg); das Mädchen überlebte ihre Mutter nur sechs Monate. Am 7. Februar 1874 heiratete er in Rietzel die Minna Auguste Karig (* 10. März 1849 in Schiepzig; † 31. Juli 1914 in Lübeck). Aus diese Ehe entstammten die Kinder Walter, geboren am 12. Juli 1874 in Burg; Elfriede (* 6. Juli 1880 in Lübeck; † 18. Juni 1859 in Lübeck) und ein Sohn, der Pastor wurde. Ostern 1879 wurde Schumann zum Oberlehrer und Professor am Katharineum zu Lübeck ernannt. Er lehrte insbesondere in den Oberklassen und unterrichtete neben seinen Studienfächern Französisch, Englisch, Geschichte, Erdkunde und Religion.
An Ostern 1906 endete Schumanns Lehrtätigkeit krankheitsbedingt vorzeitig.

## Arbeiten als Germanist
Schumann forschte über die Lehrtätigkeit hinaus zu Sprachwissenschaften und Volkskunde. Er beschäftigte sich mit der Pflege der deutschen Sprache und untersuchte insbesondere die Mundart seiner Heimatstadt und deren lokaler Eigenheiten. 1887 gründete er in Lübeck eine Ortsgruppe des Allgemeinen deutschen Sprachvereins. Der Verein wollte übliche Fremdwörter durch deutsche Begriffe ersetzen. Ab 1890 leitete Schumann die Lübecker Ortsgruppe des Allgemeinen deutschen Schulvereins zur Erhaltung des Deutschtums im Auslande.
Bei seinen wissenschaftlichen Arbeiten orientierte sich Schumann an der Berliner Germanistik im Sinne von Karl Müllenhoff. Er sammelte zunächst alte Überlieferungen, die er später interpretierte und danach umfassend im geschichtlichen Kontext darstellte. So entstanden zahlreiche Publikationen, die philologisch exakte Dokumente zur Geschichte der Sprachentwicklung Lübecks darstellen.

## Schriften
- Die Flur- oder Koppelnamen des Lübecker Staatsgebietes. Borchers, Lübeck 1892 (Digitalisat).
- Volks- und Kinderreime aus Lübeck und Umgegend: Beiträge zur Volkskunde. Coleman, Lübeck 1899 (Digitalisat).
- Lübecker Spiel- und Rätselbuch. Neue Beiträge zur Volkskunde. Borchers, Lübeck 1905.
- Deutung der Volksspiele. In: Die Heimat. Monatsschrift des Vereins zur Pflege der Natur- und Landeskunde in Schleswig-Holstein, Hamburg und Lübeck. Bd. 16 (1906), Heft 10, Oktober 1906, S. 238–246 (Digitalisat).
- Der Wortschatz von Lübeck: Probe planmässiger Durchforschung eines mundartlichen Sprachgebietes. Trübner, Straßburg 1907 (Digitalisat).
- Segen- und Heilsprüche aus Lübeck und Umgebung. In: Die Heimat. Monatsschrift des Vereins zur Pflege der Natur- und Landeskunde in Schleswig-Holstein, Hamburg und Lübeck. Bd. 19 (1909), Heft 6, Juni 1909, S. 137–140 (Digitalisat), Heft 8, August 1909, S. 190–192 (Digitalisat), Heft 9, September 1909, S. 207–210 (Digitalisat), Heft 10, Oktober 1909, S. 225–228 (Digitalisat).